# 开封地区
开封地区，是已经撤销的地区，在今河南省境内。

## 历史
开封地区其前身为1949年设立的郑州专区和陈留专区。其中郑州专区行政专署驻荥阳县，共辖7县，分别为荥阳、成皋、新郑、登封、巩县，密县和郑县；陈留专区行政专署驻陈留县，共辖9县，分别为陈留、开封、中牟、尉氏、通许、杞县、兰封、考城和洧川。
1952年撤销陈留专区，并入郑州专区。1955年郑州专区公署迁往开封市，并更名为开封专区。1969年更名开封地区。1983年9月1日，国务院批准撤销开封地区，将巩县、新郑、密县、登封、中牟划归郑州市；开封、兰考、尉氏、通许、杞县划归开封市。